# Lu Ban

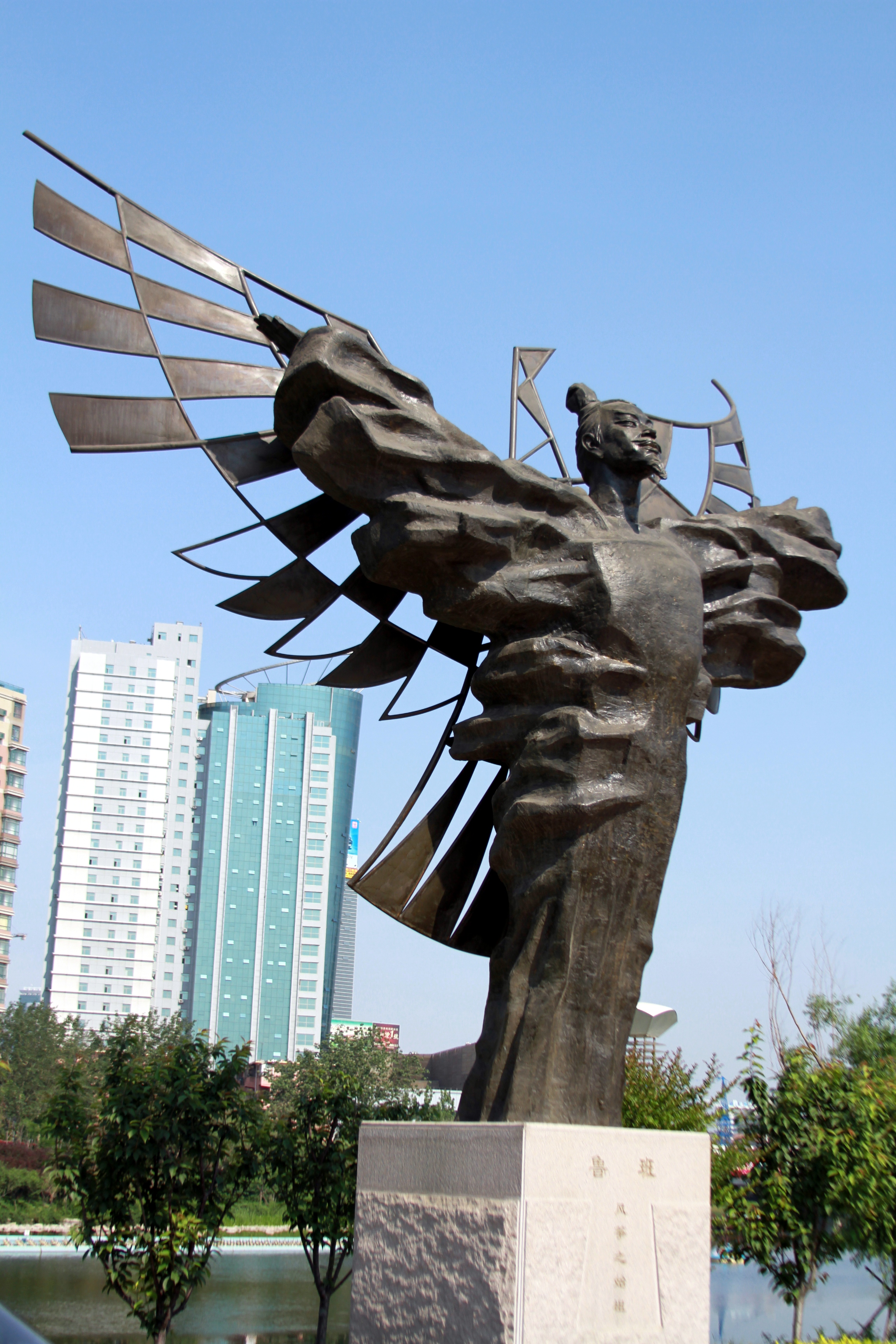
Pomnik Lu Bana w mieście Weifang

Lu Ban (ok. 507 p.n.e.-ok. 440 p.n.e.) – chiński cieśla i budowniczy, żyjący w Okresie Wiosen i Jesieni, po śmierci ubóstwiony.
Jest wspomniany w kilku tekstach klasycznych, m.in. u Mencjusza i Mo Di. Zgodnie z podaniami urodził się jako Gongshu Ban (公输班) w państwie Lu, w rodzinie ciesielskiej. Przypisuje mu się niezwykłe uzdolnienia i wynalezienie wielu narzędzi oraz technik stolarskich i ciesielskich, m.in. piły. Przebywając na dworze w Chu skonstruował haki i tarany, używane w czasie walk morskich, a także drabiny używane przy oblężeniach miast do szturmowania murów. Wiele tekstów przypisuje mu również skonstruowanie maszyny latającej w kształcie ptaka, wykonanej z drewna i bambusa, która mogła unosić się w powietrzu bez przerwy przez trzy dni.
W późniejszych wiekach wokół postaci Lu Bana narosło wiele legend, w których przemierza on Chiny i w cudowny sposób rozwiązuje napotkane problemy. Według najpopularniejszego podania w Pekinie znajdowały się dwa pałace, wschodni i zachodni, z których pierwszy był mniej okazały i nie posiadał ani jednej pagody. Lu Ban zasmucony tym faktem dosiadł chmury i wraz ze swoją siostrą (częstą towarzyszką jego przygód) udał się na południe państwa, do miasta Hangzhou. Tam nad Jeziorem Zachodnim dostrzegli bardzo piękną pagodę o siedmiu ośmiobocznych piętrach, zwieńczoną smukłą iglicą. Zainspirowani tym widokiem w ciągu jednego dnia wznieśli podobną budowlę. Następnie Lu Ban poprosił pagodę, by zechciała przenieść się do stolicy i stać się ozdobą wschodniego pałacu. Pagoda zgodziła się i przybrała postać starca, po czym udała się wraz z Lu Banem i jego siostrą do Pekinu.
W okresie cesarstwa Lu Ban został deifikowany i czczony jest odtąd jako patron cieśli i budowniczych. W początkach panowania dynastii Ming (1368-1644) cesarz Yongle obdarzył go honorowym tytułem zi (子), czyli „Mistrz”. Co roku 13 czerwca obchodzony jest festiwal urodzin Lu Bana, będący świętem stolarzy. W dniu tym spożywa się specjalną potrawę składającą się z ryżu gotowanego z makaronem, krewetkami i fasolą. Wierzy się, że dzieci, jedząc tę potrawę, będą szybko rosły i staną się tak mądre jak Lu Ban.